# گیو (مانگا)
گیو (ギョ, «ماهی») با نام کامل گیو اوگومه‌کو بوکیمی (ギョ うごめく不気味 Gyo Ugomeku Bukimi) یک مجموعه مانگای ترسناک ژاپنی به طراحی و نویسندگی جونجی ایتو است. این مجموعه به‌صورت سریالی هر هفته در مجلهٔ بیگ کامیک اسپیریت از نوامبر ۲۰۰۱ تا آوریل ۲۰۰۲ به چاپ می‌رسید. شوگاکوکان فصل‌های آن را در دو جلد تانکوبون از فوریه تا مه ۲۰۰۲ جمع‌آوری کرد. داستان مجموعه حول محور زوجی به نام‌های تاداشی و کائوری می‌گردد که برای بقا در مقابل گروهی مرموز از ماهی‌های مرده متحرک دارای پاهایی فلزی به مبارزه می‌پردازند.
برپایه نسخهٔ مانگا یک اووی‌ای ۷۵ دقیقه‌ای نیز توسط استودیوی یوفوتیبل و به کارگردانی تاکایوکی هیرائو دستمایه اقتباس قرار گرفت، که در ۱۵ فوریه ۲۰۱۲ عرضه شد.